# Station Durlesbach
Station Durlesbach is een voormalig spoorwegstation in de Duitse plaats Reute, gemeente Bad Waldsee.   